# Pteroctopus
Genre
Synonymes
- Berrya Adam, 1939[1]
- Danoctopus Joubin, 1933[1]
- Hapaloctopus Taki, 1962[1]

Pteroctopus est un genre de mollusques de la famille des Octopodidae.

## Liste des espèces
Selon World Register of Marine Species (28 janvier 2016) :
- Pteroctopus eurycephala (Iw. Taki, 1964)
- Pteroctopus hoylei (S. S. Berry, 1909)
- Pteroctopus keralensis (Oommen, 1966)
- Pteroctopus schmidti (Joubin, 1933)
- Pteroctopus tetracirrhus (Delle Chiaje, 1830)
- Pteroctopus witjazi Akimushkin, 1963